# 27382 Justinbarber
27382 Justinbarber è un asteroide della fascia principale. Scoperto nel 2000, presenta un'orbita caratterizzata da un semiasse maggiore pari a 2,3222889 UA e da un'eccentricità di 0,1106747, inclinata di 6,59904° rispetto all'eclittica.